# Александер фон Даніельс
Александер Райнгард Максиміліан Людвіг Моріц Едлер фон Даніельс-Шпангенберг (нім. Alexander Reinhard Maximilian Ludwig Moritz Edler von Daniels-Spangenberg; 17 березня 1891, Трір — 6 січня 1960, Білефельд) — німецький воєначальник, генерал-лейтенант вермахту. Кавалер Лицарського хреста Залізного хреста.

## Біографія
1 березня 1910 року вступив в Прусську армію. Учасник Першої світової війни. Після демобілізації армії залишений в рейхсвері. З 24 листопада 1938 року — командир 18-го, з 10 грудня 1940 року — 239-го піхотного полку. Учасник Французької кампанії і німецько-радянської війни. 6 березня 1942 року відправлений в резерв фюрера. З 1 квітня 1942 року — командир 376-ї піхотної дивізії. 31 січня 1943 року потрапив у радянський полон в Сталінграді. Вступив у національний комітет «Вільна Німеччина», згодом став його віце-президентом. Один із засновників Союзу німецьких офіцерів. Коли ці факти сталі відомі німецькому командуванню, 23 грудня 1944 року він був звільнений з вермахту, а його молодший брат, штандартенфюрер СС Герберт фон Даніельс, отримав від Генріха Гіммлера наказ вирушити на фронт, щоб спокутувати сімейну ганьбу, проте у боях не взяв участі. 12 жовтня 1955 року звільнений з полону.

## Звання
- Лейтенант без патенту (1 березня 1910) — отримав патент 16 червня 1910 року.
- Оберлейтенант (18 грудня 1915)
- Гауптман (1 лютого 1922)
- Майор (1 жовтня 1932)
- Оберстлейтенант (1 червня 1935)
- Оберст (1 січня 1938)
- Генерал-майор (1 січня 1942)
- Генерал-лейтенант (1 грудня 1942)

## Нагороди
- Залізний хрест 2-го і 1-го класу
- Королівський орден дому Гогенцоллернів, лицарський хрест з мечами
- Орден Святого Йоанна (Бранденбург), почесний лицар
- Почесний хрест ветерана війни з мечами
- Медаль «За вислугу років у Вермахті» 4-го, 3-го, 2-го і 1-го класу (25 років)
- Пам'ятна військова медаль (Австрія) з мечами
- Пам'ятна військова медаль (Угорщина) з мечами
- Застібка до Залізного хреста
  - 2-го класу (24 жовтня 1939)
  - 1-го класу (11 червня 1940)
- Штурмовий піхотний знак в сріблі
- Німецький хрест в золоті (15 грудня 1941)
- Медаль «За зимову кампанію на Сході 1941/42»
- Лицарський хрест Залізного хреста (18 грудня 1942)